# UHF - Original Motion Picture Soundtrack and Other Stuff
UHF - Original Motion Picture Soundtrack and Other Stuff è il sesto album del cantante statunitense "Weird Al" Yankovic.
L'album è la colonna sonora del film UHF - I vidioti, il quale vi recita anche Yankovic stesso da protagonista. L'album contiene anche del materiale originale come per esempio The Biggest Ball of Twine in Minnesota, la canzone più duratura dell'album. Sarebbe l'ultimo album di Yankovic ad essere stato pubblicato in vinile.
Yankovic ebbe una idea per una parodia che però fu rifiutata: una parodia della canzone Let's Go Crazy di Prince intitolata Beverly Hillbillies. Yankovic rivelò nei commenti del DVD di UHF che originariamente Money for Nothing/Beverly Hillbillies* era la parodia di una canzone di Prince. Prince, comunque, rifiutò, e fu poco ricettivo a tutte le idee che Yankovic presentò per delle parodie.

## Tracce
1. Money for Nothing/Beverly Hillbillies* (parodia di Money for Nothing, dei Dire Straits) - 3:11
2. Gandhi II - 1:00
3. Attack of the Radioactive Hamsters from a Planet near Mars - 3:28
4. Isle Thing (parodia di Wild Thing, di Tone Lōc) - 3:37
5. The Hot Rocks Polka - 4:50
6. UHF - 5:09
7. Let Me Be Your Hog (brano contenente alcuni elementi presenti nel singolo I Wanna Be Your Dog degli Stooges) - 0:16
8. She Drives Like Crazy (parodia di She Drives Me Crazy, dei Fine Young Cannibals) - 3:42
9. Generic Blues - 4:34
10. Spatula City - 1:07
11. Fun Zone - 1:45
12. Spam (parodia di Stand, dei R.E.M.) - 3:12
13. The Biggest Ball of Twine in Minnesota - 6:50

## Musicisti
- "Weird Al" Yankovic - fisarmonica, tastiera, cantante
- Kim Bullard - sintetizzatore
- Rick Derringer - chitarra, coro
- Steve Jay - basso, coro
- Jimmy Z. - armonica a bocca
- Mark Knopfler - chitarra (solo in Money for Nothing/Beverly Hillbillies)
- Guy Fletcher - sintetizzatore (solo in Money for Nothing/Beverly Hillbillies)
- Warren Luening - tromba
- Jim Rose - annunciatore
- Jon "Bermuda" Schwartz - batteria, percussioni
- Donny Sierer - sassofono
- The Step Sisters - cantante
- The Waters Sisters - coro
- Jim West - banjo, chitarra, coro